# Фицал, Петр
Петр Фицал (чеш. Petr Fical; 23 сентября 1977, Йиндржихув-Градец, Чехословакия) — немецкий профессиональный хоккеист и тренер. Игрок сборной Германии по хоккею с шайбой.

## Биография
Воспитанник команды «Штраубинг», выступал за команду во второй лиге Германии с 1995 по 1997 год. В сезоне 1997/98 провёл 7 матчей в высшей лиге Чехии за команду «Бехерица» из Карловых Вар. С 1998 по 2001 год играл за команды третьей лиге Германии «Деггендорф» и «Регенсбург». В сезоне 2001/02 дебютировал в высшей лиге страны за клуб «Москитос Эссен».
В сезоне 2003/04 выступал в составе клуба «Изерлон Рустерз». С 2003 по 2010 год являлся игроком команды «Нюрнберг Айс Тайгерс», в составе клуба отыграл 7 сезонов. Последним клубом в высшей лиге страны для игрока стал «Ингольштадт», в котором Петр выступал до 2012 года. Всего в чемпионате Германии игрок сыграл 554 матча в регулярном чемпионате, забросив 121 шайбу и отдав 149 голевых передач. В плей-офф лиги в 54 встречах 15 раз отличился взятием ворот соперника и 8 раз ассистировал при взятии ворот партнёрам. Четыре раза участвовал в матче звёзд немецкой хоккейной лиги — в 2005, 2006, 2007 и 2008 годах.
В сборной Германии игрок дебютировал на Кубке мира по хоккею с шайбой 2004 года. Выступал за команду на четырёх чемпионатах мира, завоевал золото первого дивизиона первенства в 2006 году, а также сыграл 5 матчей в хоккейном турнире зимних Олимпийских игр 2006 года в Турине.
С 2012 по 2015 год хоккеист выступал в третьей лиге Германии за «Регенсбург», параллельно возглавляя состав клуба среди игроков не старше 16 лет как главный тренер. В 2015 году возглавил команду «Торнадо» из Люксембурга, выступающую в четвёртой лиге Франции, юниорскую люксембургскую команду «Хивеспорт Хаскиз», а также национальную сборную Люксембурга. В 2017 году с командой выиграл третий дивизион чемпионата мира по хоккею с шайбой и впервые с 2004 года вывел люксембуржцев в группу В второго дивизиона. Но закрепиться там люксембуржцам не удалось — выиграв лишь один матч из пяти в 2018 году, они заняли последнее место и вылетели обратно.

## Комментарии
1. ↑  Согласно правилам чешской транскрипции фамилия хоккеиста должна передаваться по-русски как Фицал, однако в русскоязычных СМИ присутствует транскрипция с немецкого Фикаль